# Lista de Estados monárquicos atuais por ordem de sucessão
A sucessão é uma das bases do sistema monárquico uma vez que garante a continuidade de uma dinastia e a sequência do poder real. A monarquia é um tipo de sistema político em que o poder está centralizado ou representado na figura de um indivíduo que é, por sua vez, oriundo de uma casta política - casa real ou dinastia - e que governa de forma vitalícia. Um Estado monárquico costuma ser regido por uma sucessão hereditária na qual um indivíduo possui direito ao trono de seu antecessor apenas por seu nascimento, sendo o direito de herança um elemento fundamental de diversas monarquias. No entanto, há monarquias históricas e contemporâneas em que a sucessão de um determinado monarca é definida pela vontade de um grupo seleto de seus pares, as chamadas monarquias eletivas.
A grande maioria dos Estados monárquicos contemporâneos são regidos por um sistema de sucessão hereditária, no qual o herdeiro é definido antes da morte ou abdicação do monarca incumbente. Estes países normalmente contemplam uma série de leis sucessórias específicas e contam com uma linha de sucessão bem definida e que independe da vontade dos súditos ou de grupos políticos. Nestas monarquias, o herdeiro possui papel de grande relevância dentro do funcionamento do Estado e costuma receber títulos específicos como "Príncipe Herdeiro" ou "Príncipe Hereditário". Na maioria das monarquias da Europa, o herdeiro aparente ao trono possui um título nobiliárquico substantivo como Príncipe de Gales (no Reino Unido), Príncipe das Astúrias (na Espanha), Duque de Brabante (na Bélgica) e Marquês de Baux (no Mónaco).

## Monarquias soberanas atuais
| Monarquia              | Título do herdeiro                                                                  | Tipo de sucessão               | Descrição |
| ---------------------- | ----------------------------------------------------------------------------------- | ------------------------------ | --- |
| Andorra                | —                                                                                   | Monarquia eletiva              | |
| Arábia Saudita         | Príncipe Herdeiro                                                                   | Antiguidade agnática           | |
| Barém                  | Príncipe Herdeiro                                                                   | Primogenitura agnática         | |
| Bélgica                | Duque de Brabante (Duc de Brabant)                                                  | Primogenitura absoluta         | O trono belga é reservado aos descendentes diretos por linhagem masculina de Leopoldo I segundo o que se estabelece no Artigo LXXXV da Constituição da Bélgica de 1831. O documento dispõe ainda que os herdeiros do trono belga devem ser membros da Casa de Saxe-Coburgo-Gota e cujo matrimônio tenha decorrido em conformidade com a aprovação do monarca. Na ausência de herdeiros do monarca, o direito sucessório é garantido à linhagem masculina mais próxima do antecessor tal qual decorreu em duas ocasiões na história do país, mais recentemente em 1993 quando Alberto II sucedeu a seu irmão Balduíno.                                                                           |
| Butão                  | Druk Gyalsey                                                                        | Preferência masculina          | |
| Brunei                 | Pengiran Muda Mahkota                                                               | Primogenitura agnática         | |
| Camboja                | —                                                                                   | Primogenitura agnática eletiva | |
| Dinamarca              | Príncipe Herdeiro                                                                   | Primogenitura absoluta         | A sucessão ao trono dinamarquês é regulamentada pela Lei de Sucessão à Coroa Dinamarquesa de 1953 que estipula que o trono é de herança dos descendentes de Cristiano X e Alexandrina. A monarquia dinamarquesa é regida pela primogenitura absoluta, na qual o filho mais velho do Rei da Dinamarca assume o trono independentemente de seu gênero. Até 2009, a Coroa dinamarquesa seguia a tradição de preferência masculina, segundo o qual os herdeiros masculinos ultrapassavam o direito das herdeiras da casa real. Em 1972, Margarida II tornou-se a última monarca dinamarquesa a ascender ao trono sob o regime de primogenitura masculina ao suplantar o direito de seu tio, Canuto. |
| Emirados Árabes Unidos | —                                                                                   | Primogenitura agnática eletiva | |
| Espanha                | Príncipe das Astúrias (Príncipe de Asturias)Príncipe de Girona (Príncipe de Girona) | Primogenitura masculina        | A lei sucessória espanhola está prevista no Artigo LXI da Constituição Espanhola, em vigor desde 29 de agosto de 1978. A lei define que a Coroa Espanhola é regida pela primogenitura agnática com preferência masculina segundo a qual o trono é herdado pelos descendentes legítimos de Juan Carlos I em linhagem masculina, de forma que os mais velhos prevalecem sobre os mais novos. Uma filha mais velha do Rei de Espanha é considerada herdeira presuntiva na ausência de herdeiros masculinos. Até a atualidade, Isabel II permanece como a única mulher a herdar o trono espanhol.                                                                                                   |
| Japão                  | Príncipe Herdeiro                                                                   | Primogenitura agnática         | Os direitos de sucessão ao Trono do Crisântemo são regulamentados pela Lei de Sucessão Imperial, aprovada primeiramente em 1889 e modificada em 1947. A sucessão do trono japonês segue o princípio de primogenitura masculina agnática segundo o qual somente os herdeiros masculinos são suscetíveis ao trono de acordo com sua ordem de nascimento e proximidade de parentesco com o Imperador do Japão. Entre 2005 e 2012, a sociedade japonesa levantou profundos debates sobre mudanças na lei sucessória que permitissem a ascensão de mulheres ao trono diante de uma crise sucessória provocada pela ausência de herdeiros masculinos até então.                                       |
| Jordânia               | Príncipe Herdeiro                                                                   | Primogenitura agnática         | |
| Kuwait                 | —                                                                                   | Primogenitura agnática eletiva | |
| Lesoto                 | Príncipe Herdeiro                                                                   | Preferência masculina          | |
| Liechtenstein          | Príncipe Herdeiro (Kronprinz)                                                       | Primogenitura agnática         | A sucessão ao trono principesco liechtensteinense é regulamentada pelo Artigo III da Constituição do Principado de Liechtenstein, promulgada em 5 de outubro de 1921. De acordo com a lei sucessória do país, o trono é de direito dos descendentes em linhagem masculina do Príncipe de Liechtenstein de acordo com o princípio da primogenitura agnática, segunda a qual os nobres masculinos da Casa Principesca de Liechtenstein são considerados por ordem de nascimento e proximidade de parentesco com o monarca antecessor. |
| Luxemburgo             | Grão-Duque Herdeiro (Grand-duc héritier)                                            | Primogenitura absoluta         | O Artigo III da Constituição de Luxemburgo define que o trono luxemburguês é de herança dos descendentes diretos em linhagem masculina do Grão-Duque de Luxemburgo. O texto constitucional menciona também as disposições do Tratado de Londres de 1867 que reservam os direitos sucessórios do grão-ducado aos membros da Casa de Nassau. Ao longo da história do país, duas herdeiras presuntivas ascenderam ao trono: Maria Adelaide e Carlota em 1912 e 1919, respectivamente. |
| Malásia                | —                                                                                   | Monarquia eletiva              | |
| Mónaco                 | Marquês de Baux (Marquis des Baux)                                                  | Primogenitura masculina        | Segundo o determinado pelo Artigo X da Constituição do Mónaco, o trono monegasco é herdado pelos descendentes em linhagem masculina direta do Príncipe-Soberano por ordem de primogenitura e com preferência dos descendentes masculinos sobre os descendentes do sexo feminino. Uma emenda constitucional de 2002 modificou os termos da lei sucessória permitindo que descendentes de irmãos do soberano possam herdar o trono em caso de ausência de herdeiros diretos devendo, ainda assim, observar a preferência masculina dentre os presumíveis herdeiros. |
| Marrocos               | Príncipe Herdeiro                                                                   | Primogenitura agnática         | O Artigo XLIII da Constituição do Marrocos estabelece que o trono marroquino e os "direitos constitucionais" procedentes deste são "hereditários e transmitidos de pai para filho". A lei sucessória marroquina contempla o princípio de primogenitura agnática de forma que são considerados herdeiros ao trono os descendentes masculinos em linhagem masculina do Rei Maomé V. Entretanto, a constituição permite também que o monarca venha a eleger um sucessor dentre os membros masculinos de sua casa real independentemente de sua ordem de nascimento. |
| Noruega                | Príncipe Herdeiro (Kronprins)                                                       | Primogenitura absoluta         | O Artigo VI da Constituição da Noruega estabelece que a sucessão ao trono norueguês é baseada na Primogenitura absoluta e, portanto, de direito dos descendentes diretos do Rei da Noruega. Desde 1990, a ordem de sucessão norueguesa segue o princípio de linearidade de forma que a linhagem real suscetível ao trono procede apenas do filho mais velho do monarca reinante, excluindo os descendentes patrilineares ou ramos cadetes da casa real. |
| Omã                    | Príncipe Herdeiro                                                                   | Primogenitura agnática         | A lei sucessória do Sultanato de Omã é regulamentada pelo Estatuto Básico do Estado que estabelece em seu Artigo V que o país é um "sultanato, de herança dos descendentes masculinos diretos de Saíde ibne Sultão". A lei especifica ainda que o herdeiro do trono pode ser eleito pelo Sultão incumbente dentre os membros masculinos de sua casa real que sejam "mulçumanos, adultos, racionais e descendentes legítimos de mulçumanos de Omã". Em 2021, a lei sucessória foi emendada para permitir a nomeação oficial de um herdeiro aparente ao trono. |
| Países Baixos          | Príncipe de Orange (Prins van Oranje)                                               | Primogenitura absoluta         | Seguindo o estabelecido pelo Artigo XXIV da Constituição dos Países Baixos, a sucessão ao trono neerlandês cabe aos descendentes diretos do Rei dos Países Baixos (considerando a linhagem descendente de Guilherme I, Príncipe de Orange-Nassau). Desde 1983, a sucessão ao trono é determinada pela ordem de nascimento dos descendentes do Soberano independentemente de gênero e está reservada somente aos descendentes diretos do monarca (filhos e netos). |
| Reino Unido            | Príncipe de GalesDuque de Rothesay                                                  | Primogenitura absoluta         | A sucessão ao trono britânico é regida atualmente pelo Ato de Sucessão à Coroa de 2013 que reserva direito sucessório ao trono do Reino Unido e dos Reinos da Comunidade das Nações ao herdeiros diretos (filhos e netos) do Soberano britânico independentemente de gênero e de acordo com sua ordem de nascimento. Desta forma, a lei sucessória contempla a primogenitura absoluta. Entretanto, a linha de sucessão reconhece exclusivamente herdeiros os membros da Família real britânica que estejam em plena comunhão com a Igreja de Inglaterra. |
| Suécia                 | Príncipe Herdeiro (Kronprinsessan)                                                  | Primogenitura absoluta         | De acordo com o Ato de Sucessão à Coroa Sueca de 1810, o direito de sucessão ao trono sueco recai sobre os descendentes em linhagem masculina de Carlos XIV João que estejam em plena comunhão com a Igreja da Suécia e não tenham contraído matrimônio com cidadãos estrangeiros. Em 1979, o Parlamento da Suécia aprovou uma emenda à lei sucessória que excluiu a preferência masculina e introduziu a primogenitura absoluta, permitindo que mulheres possam eventualmente ascender ao trono. |
| Tailândia              | —                                                                                   | Primogenitura masculina        | Seguindo a Lei de Sucessão do Palácio de 1924, o Rei da Tailândia designa um herdeiro aparente dentre os membros masculinos de sua casa real (presentemente a Casa de Chacri). Na eventualidade da vacância do trono tailandês devido a morte ou abdicação do monarca, a Assembleia Nacional convida o herdeiro previamente designado a ascender ao trono e formar um novo governo. |
| Tonga                  | Príncipe Herdeiro                                                                   | Primogenitura masculina        | De acordo com o Artigo XXXII da Constituição de Tonga, o herdeiro do trono "deverá ser o filho varão mais velho e seus descendentes". Desta forma, a lei sucessória do país exclui oficialmente mulheres da sucessão ao trono. Entretanto, a lei contempla a possibilidade de que o novo monarca seja eleito dentre os membros masculinos da casa real por um Conselho de Nobres mediante ausência de um herdeiro proclamado durante o reinado anterior. |
| Vaticano               | —                                                                                   | Monarquia eletiva              | Considerando o Código de Direito Canónico e as tradições eletivas da Igreja Católica, um novo Papa é um dos membros do Colégio dos Cardeais que, no entanto, não recebe tratamento de herdeiro antes do conclave que o elege. |

## Mapa
| Ordem de sucessão de Estados monárquicos soberanos atuais Primogenitura absoluta (Bélgica, Dinamarca, Países Baixos, Noruega, Reino Unido e Suécia.) Primogenitura agnática eletiva (Camboja) Primogenitura agnática (Barém, Catar, Japão, Kuwait, Luxemburgo e Marrocos.) Monarquia eletiva (Andorra, Malásia e Vaticano.) Primogenitura de preferência masculina (Butão, Espanha, Lesoto, Mónaco e Tailândia.) Antiguidade agnática (Arábia Saudita) |